# 前田土佐守家
前田土佐守家（まえだとさのかみけ）は、前田利家の二男前田利政を家祖とする加賀藩重臣、華族の男爵家の家系である。豊臣政権時代に大名であった利政は、関ヶ原の戦いでは東軍への出兵を拒否したことにより改易となった。直之の代から前田利常に仕えて加賀八家の筆頭となり、以後、本家では断たれた利家の正妻・芳春院の血筋を伝えることもあり、代々筆頭重臣の地位を占めた（加賀八家は家老ではなく、より格上の存在である）。家禄は1万1000石であり、加賀八家の中で最も少ない。
「土佐守家」は、藩主家や、同じく加賀藩重臣で藩祖利家の女婿でもある前田長種を祖とする前田家などとの区別のためもあり、歴代当主のうち4人が土佐守を叙任されていることにちなんで称され、別に「直之系前田家」とも称される。近江国にあった芳春院の化粧料を知行地としたため、近江守に叙任されることもあった。定紋は「瓜輪に梅鉢」。明治に至り、直行が男爵を授けられて華族に列した。現在も家系は存続している。

## 歴代当主
1. 利政（としまさ） - 従四位下・侍従、賜羽柴姓。通称羽柴能登侍従。
2. 直之（なおゆき） - 無官。
3. 直作（なおなり） - 無官。「加賀八家の前田土佐守家」初代といえる。
4. 直堅（なおかた） - 近江守。
5. 直躬（なおみ） - 土佐守。
6. 直方（なおただ） - 土佐守。
7. 直時（なおとき） - 土佐守。
8. 直良（なおさだ） - 近江守。
9. 直会（なおより） - 夭折のため無官。
10. 直信（なおのぶ） - 土佐守。
11. 直行（なおつら） - 男爵。
12. （政雄） - 直行に先立って死去し、実際には家督を相続していないが、名目上12代当主として扱われる。
13. 正昭 - 男爵。